# Botero (sobrenome)
Botero é um sobrenome de origem italiana, que, juntamente com outras variantes semelhantes (Boter, Boteri, Botter, Botteri, Bottero), originou-se na região do Piemonte da Itália. Especificamente, Botero tem origem na população de Bene Vagienna, província de Cuneo e é um sobrenome ocupacional.
Sabe-se que Juan Andrés Botero (Giovanni Andrea), militar italiano nascido na República de Génova, região da Ligúria, estabeleceu-se na Colômbia no século XVIII, introduzindo o sobrenome Botero em Antioquia, Colômbia.

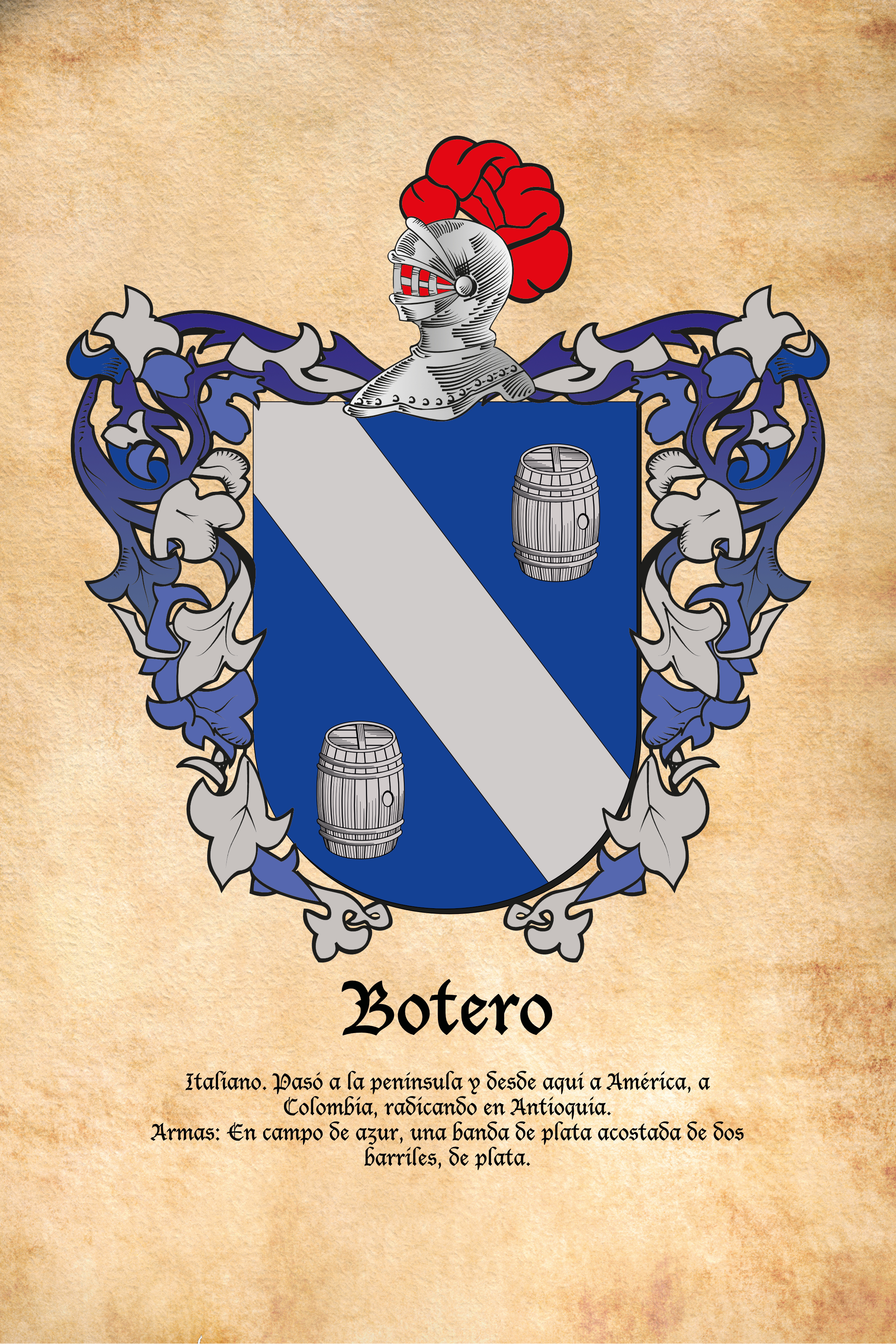
Brasão heráldico do sobrenome Botero

## Origem e Etimologia
As suas origens remontam à Idade Média, por volta de 500 d.C., época em que se faziam barricas ou tonéis, recipientes em que se transportavam líquidos e sólidos, como vinho, água, mel, pólvora, grãos, sal e açúcar. Naquela época, quando a região do Piemonte fazia parte do Império Romano, Boterus era o nome dado às pessoas que faziam esses barris na cidade de Bene Vagienna.

## Um personagem ilustre de Bene, um membro desta família
Na mesma cidade de Bene Vagienna, por volta do ano 1544 d.C. Nasceu o padre jesuíta, estadista, economista e escritor Giovanni Botero Benese, autor de obras literárias como Da razão de estado (Della ragion di Stato) de 1589 e Causas da grandeza e magnificência das cidades (Delle cause della grandezza e magnificenza delle città) de 1588, entre outras.
Botero passou sua infância em uma região do Piemonte ocupada e saqueada por potências estrangeiras da época e teve formação acadêmica religiosa desde a adolescência, frequentando o Colégio da Companhia de Jesus na cidade de Palermo, graças à ajuda de seu tio, o padre jesuíta Giovenale Botero, que exerceu seu cargo religioso naquela cidade.
Ele era conhecido por suas obras literárias, religiosas, históricas e políticas, mas também é considerado um dos maiores mercantilistas italianos.
No século 18, em sua homenagem, um monumento foi construído naquela cidade na chamada Piazza Botero, uma praça central localizada em frente à igreja de Santa Maria Assunta (Chiesa di Santa Maria Assunta) e cercada por edifícios históricos, como o prefeitura Comune di Bene Vagienna (Palazzo Comunale).
Da mesma forma, em homenagem a Botero, foram construídas ruas que levam seu nome nas cidades de Turim, Roma e Rimini, na Itália.

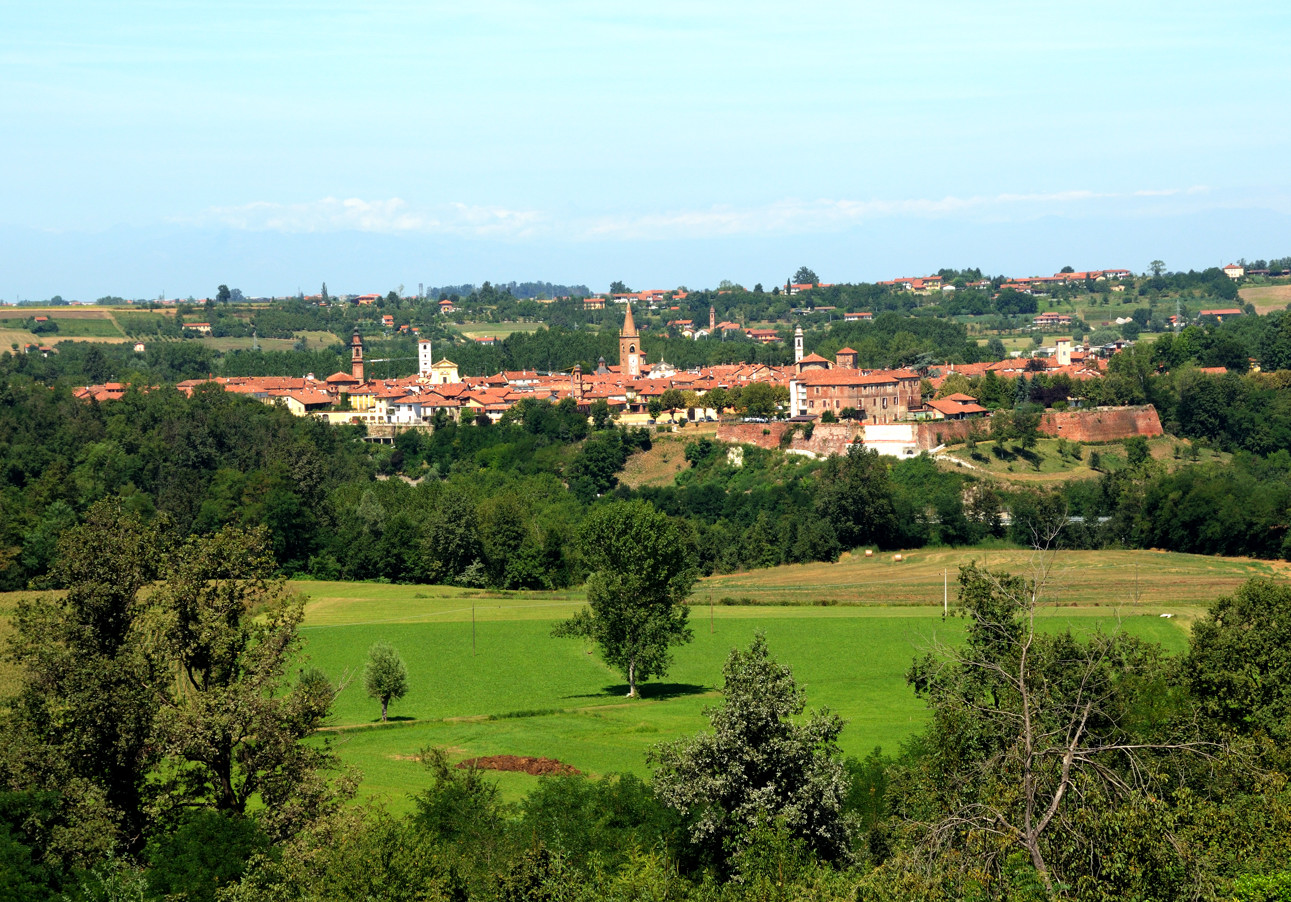
Município de Bene Vagienna, província de Cuneo, Piemonte, Itália.

## Fundação do sobrenome Botero na Colômbia
Este sobrenome chegou à atual Colômbia no século XVIII, após a chegada do genovês Giovanni Andrea Botero Bernavi (Juan Andrés, na língua espanhola) do porto de Cádiz, na Espanha, à cidade de Cartagena das Índias, Vice-Reino de Nova Granada, no início de 1716. Botero trabalhou a serviço da coroa espanhola como artilheiro do navio Santa Rosa, construído pelo senhorio de Génova para o rei Felipe V de Bourbon, no qual viajou da Europa para o continente americano.
O objetivo da viagem era levar ao atual Peru, juntamente com seus companheiros, o Príncipe de Santo Buono, recém-nomeado Vice-rei do Peru, Carmine Nicolau Caracciol, que sofreu uma calamidade familiar após a morte a bordo de sua esposa ao tentar dar à luz.
Este evento, entre outras causas, fez com que o navio parasse em Cartagena, onde, devido a uma doença, Botero teve que desistir de continuar sua viagem ao Peru. Como não era cidadão espanhol, teve que requerer uma autorização especial à Real Audiência Espanhola para poder se estabelecer no território do Vice-Reino de Nova Granada.
Botero viajou da costa caribenha ao interior do território, estabelecendo-se no Vale de San Nicolás, Rionegro, Antioquia, onde se dedicou à mineração de ouro.
Ali mesmo, casou-se com Dona Antonia Mejía Somoano, em 26 de junho de 1719, fundando assim a família Botero na Colômbia, país onde este sobrenome tem o maior número de descendentes na atualidade.

## A família na Colômbia, nos tempos atuais
Atualmente, os membros da família Botero na Colômbia, todos descendentes do italiano Giovanni Andrea Botero e da espanhola Antonia Mejía, estão localizados em várias áreas e municípios do país, com presença predominante na cidade de Medellín, vários municípios de Antioquia como Sonsón, La Unión, La Ceja e Abejorral. Eles também estão localizados na eixo cafeeiro colombiano, incluindo as cidades de Armênia, Manizales e Pereira, e em outras áreas, como as cidades de Bogotá e Cali.
Um de seus membros mais conhecidos é o artista Fernando Botero Angulo, nascido na cidade de Medellín, personagem reconhecido em muitos países do mundo por suas pinturas, esculturas e desenhos artísticos, que foram expostos em grandes cidades de vários continentes.

O mestre Fernando Botero tem residências nas cidades de Nova York, Paris e também no município de Pietrasanta, região da Toscana, Itália, cidade onde estão expostas obras de sua autoria.
Entre as mulheres, uma das pessoas mais notáveis é a atriz e apresentadora María Cecilia Botero, que há décadas é reconhecida como uma das grandes artistas e símbolos da televisão na Colômbia. Em 2021, ela participou como a voz em espanhol da vovó Alma Madrigal, no filme de animação da Disney, Encanto.
Da mesma forma, destaca-se Naty Botero, cantora e artista que se tornou uma figura muito representativa em nível nacional e internacional, não apenas por sua carreira como cantora, mas também por sua aparição na televisão. Com sua fundação Casa Coraje, liderou projetos de reflorestamento na área da costa caribenha colombiana, defendendo também os direitos das mulheres nativas da Sierra Nevada de Santa Marta.

## Personagens notáveis com este sobrenome

### Artes e Entretenimento
- Ana Cristina Botero (nascida em 1968). Atriz colombiana.
- Fernando Botero (nascido em 1932). Pintor, escultor e cartunista colombiano.
- María Cecilia Botero (nascida em 1955). Atriz, apresentadora e jornalista colombiana.
- Naty Botero (nascida em 1980). Modelo e cantora colombiana.

### Direitos humanos
- Catalina Botero (nascida em 1965). Advogada colombiana.

### Esportes
- Alejandro Botero (nascido em 1980). Futebolista colombiano.
- Jhonnatan Botero (nascido em 1992). Ciclista colombiano.
- Joaquín Botero (nascido em 1977). Jogador de futebol boliviano.
- Santiago Botero (nascido em 1972). Ciclista colombiano.

### Literatura e Filosofia
- Darío Botero (1938-2010). Escritor, filósofo e professor colombiano.
- Giovanni Botero (c. 1544-1617). Escritor, estadista e economista italiano.
- Giuseppe Botero (1815-1885). Escritor e educador italiano.

### Política
- Fernando Botero Zea (nascido em 1956). Político colombiano-mexicano.
- Guillermo Botero (nascido em 1948). Político, advogado, empresário e conferencista colombiano.
- Luis Alfredo Ramos Botero (nascido em 1948). Político e advogado colombiano.

### Religião
- Elkin Fernando Álvarez Botero (nascido em 1968). Clérigo católico romano colombiano.
- Tulio Botero (1904-1981). Clérigo católico romano colombiano.